# Undisputed II: Last Man Standing
Undisputed II: Last Man Standing è un film statunitense del 2006 diretto da Isaac Florentine, ed è sequel di Undisputed. Questo film non presenta nessuno dei membri del cast del primo film, che comprendeva Wesley Snipes e Ving Rhames.

## Trama
In questo sequel troviamo nuovamente il campione dei pesi massimi della boxe George "Iceman" Chambers, in viaggio per affrontare i rivali della Federazione russa in una serie di incontri di pugilato. Iceman viene nuovamente portato davanti ad un tribunale, questa volta però viene incastrato per il possesso illecito di cocaina, è lo stesso Iceman a chiamare le forze dell'ordine quando si scontra con un gruppo di uomini che si sono introdotti nella sua stanza d'albergo. Da qui ricominciano le sue avventure con gli incontri clandestini disputati nel carcere di massima sicurezza.
Il campione del penitenziario è il russo Yuri Boyka imbattuto da ormai troppo tempo, tanto da spingere Gaga, un mafioso locale che tira i fili dell'organizzazione e delle scommesse dietro gli incontri del penitenziario, a far incastrare il campione dei pesi massimi di boxe, così da poter disputare un incontro epocale tra il "campione" e Boyka, traendone tutti i benefici delle scommesse sui lottatori.